# Otto Strandman
Otto August Strandman (Lääne-Viru, 30 de novembre de 1875 - Kadrina, 5 de febrer de 1941) va ser un polític estonià que ocupà els càrrecs de primer ministre d'Estònia i de President d'Estònia. Va néixer a Vandu, a la municipalitat rural d'Undla, a l'actual Parròquia de Kadrina, al Comtat de Lääne-Viru i va morir a Kadrina.
Va ocupar el càrrec de primer ministre d'Estònia des del 8 de maig de 1919 al 18 de novembre de 1919 i el de Cap d'Estat del 9 juliol de 1929 fins al 12 de febrer de 1931. Strandman va ser una de les onze persones que va servir com a cap d'Estat d'Estònia durant el període d'independència (1918-1940).
És conegut per la seva nova política econòmica que tenia com a objectiu el desenvolupament de la indústriadel mercat intern, així com l'agricultura destinada a l'exportació.

## Biografia

### Primers anys
Strandman va estudiar a l'escola superior Emperador Alexandre de Tallinn, les escoles superiors 5 i el 7 a Sant Petersburg, i va passar els exàmens finals a la província d'Estat d'Estònia a l'escola superior de Tallinn. Després d'això, va treballar a l'oficina de Tallinn del Banc Estatal de Rússia durant tres anys. En 1899-1901 va estudiar Dret a la universitat de Sant Petersburg i el 1901-1903 a la Universitat de Tartu.
Entre 1903 i 1905 va treballar com advocat a Narva i Tallin.  1904-1905 i 1917 va ser regidor de la Batllia de Talinn. Va participar en la Revolució Russa de 1905, després de la qual cosa va viure a Suïssa i altres països europeus com l'exili 1905-1909. Va tornar a Tallinn el 1909 i va reprendre el seu treball com a advocat, i va esdevenir fiscal de la Cort de Districte de Tallinn el 1917.

### Carrera política
El 1917-1918, va ser President de l'Assemblea de la província d'Estònia (Eesti Maanõukogu), el 1918, Ministre de Justícia, i el 1918-1919, Ministre d'Agricultura del Govern Provisional. El 1918, va ser detingut per les forces d'ocupació alemanyes. El 1919, va ser primer ministre i també ministre de la Guerra, 1920-1921 Ministre de Relacions Exteriors, de 4 gener 1921 fins a 18 novembre 1921 President del I Riigikogu, 1924 Ministre de Relacions Exteriors, el futur ministre de Finances, 1927-1929 Ambaixador Estònia a Polònia, Txecoslovàquia i Romania, 1933 Ambaixador a França, Bèlgica i el Vaticà. 1917-1919 Membre de l'Assemblea de la província d'Estònia, 1919-1920 Membre de l'Assemblea Constituent (estonià: Asutav Kogu), 1920-1937, membre del Riigikogu IV.
Ha estat membre del Consell de Teatre d'Estònia, la Caixa d'Estalvis i Préstecs i altres organitzacions no governamentals. Ha estat guardonat amb un doctorat honorífic en Dret de la Universitat de Tartu.
El 1941, es va suïcidar d'un tret quan els funcionaris de l'NKVD volien arrestar-lo.